# Tekamah
Tekamah – miasto w Stanach Zjednoczonych, w stanie Nebraska, siedziba administracyjna hrabstwa Burt.